# عصام نيما
عصام نيمة (بالإنجليزية: Issam Nima) (مواليد 8 أبريل 1979) هو منافِس ألعاب قوى جزائري متخصص في رياضة الوثب الطويل.
أفضل رقم شخصي له في الوثب الطويل هو 8.26 متر، والذي حققه في يوليو 2007 بمدينة سرقسطة الإسبانية، وما زال الرقم القياسي الجزائري حتى اليوم.
شارك نيما أيضًا في منافسات الوثب الثلاثي، وظهر في هذه الفعالية خلال الألعاب الأولمبية الصيفية 2012 بلندن دون أن يتأهل إلى النهائي. أفضل رقم شخصي له في الوثب الثلاثي هو 16.89 متر، وحققه في براغ عام 2012.

## ميلاده ونشأته
ولد عصام في بلدة الأبيار بالعاصمة الجزائر

## مسيرته الرياضية
كان عصام نيما قد محا الرقم القياسي الوطني للوثب الطويل الذي كان مسجلًا باسم قايدة لطفي في عام 2005، ليصبح بذلك رقم واحد في هذه الرياضة بالجزائر وإفريقيا، وذلك بعد مسيرة طويلة قادته إلى نادي مولودية الجزائر والمنتخب الوطني الجزائري.
بدأ عصام نيما ممارسة ألعاب القوى منذ عام 1989. وعلى مر السنين، أصبح رياضيًا بارعًا لدرجة أنه حلم باللقب العالمي. وُلد نيما في الأبيار لأب تشادي وأم جزائرية، وكان مراهقًا ذو شعر مجعد (دريدلوكس) وعدسات لاصقة خضراء، وطالبًا جيدًا في ثانوية عمارة رشيد، لكن نداء الرياضة كان أقوى. يقول نيما: "ألعاب القوى اختارتني، كنت أمارس جميع التخصصات لكنني كنت موهوبًا في الوثب الطويل. إحساس القفز لمسافة ثمانية أمتار يجعلك تشعر وكأنك تحلق في الهواء. إنه إحساس لا يوصف ومذهل بصريًا عندما تشاهد نفسك في الفيديو"

### الإنجازات[7]
يشمل سجله الحافل الإنجازات التالية:
- المركز الأول في الألعاب العربية بالجزائر 2004
- نائب بطل العالم الجامعي في إزمير 2005
- المركز الثاني في ألعاب البحر الأبيض المتوسط بالمرية 2005
- المركز الحادي عشر في بطولة العالم بهلسنكي 2005
- المركز الثامن في نهائي ألعاب القوى العالمي للاتحاد الدولي لألعاب القوى 2006
- المركز الثامن في بطولة العالم داخل الصالات بموسكو 2006
- الميدالية البرونزية في بطولة إفريقيا الخامسة عشرة في موريشيوس (2006)
- المركز الأول في البطولة العربية بدمشق 2009
- المركز الرابع في ألعاب البحر الأبيض المتوسط ببسكارا 2009
- المشاركة في بطولة العالم داخل الصالات بالدوحة 2010
- والميدالية الذهبية في البطولة العربية بالدوحة 2013

..هذا السجل المثير للإعجاب يضاف إليه الألقاب المحلية التي حققها مع نادي مولودية الجزائر في سباق 100 متر والوثب الطويل.

### سجل إنجازات جزئي[7]

#### 2002
- أبريل 2002: في الأسبوع الأولمبي الجزائري-الكوبي في هافانا، أنهى نيما المسابقة في المركز الرابع في الوثب الطويل بقفزة بلغت 7.30 متر، متخلفًا بفارق كبير عن الفائز الكوبي إيفان بيدروسو الذي حقق 8.38 متر (أفضل أداء عالمي لذلك العام).
- مايو 2002: فاز بمسابقة الوثب الطويل (7.89 متر) متقدمًا على زميله آدمو نبيل (7.82 متر) في الملتقى الدولي لزيتونة سبور بتونس.

#### 2004
- أكتوبر 2004: فاز بالميدالية الذهبية في الوثب الطويل في الدورة العاشرة للألعاب العربية بالجزائر.

#### 2005
- مارس 2005: فاز مع نادي مولودية الجزائر بلقب "الكريم الوطني الشتوي" في بسكرة، وفاز بمسابقة الوثب الطويل (7.69 متر).
- 12-16 أبريل 2005: فاز بمسابقة الوثب الطويل (8.11 متر) في الدورة الأولى لألعاب التضامن الإسلامي بمكة المكرمة (المملكة العربية السعودية)، محققًا رقمًا قياسيًا جزائريًا جديدًا (تجاوز الرقم السابق 8.05 متر الذي كان مسجلًا باسم قايدة لطفي منذ عام 1994) وتاسع أفضل أداء عالمي لذلك العام.
- مايو 2005: أنهى مسابقة الوثب الثلاثي في المركز الرابع (16.03 متر) في ملتقى فورباك (فرنسا).
- يونيو 2005: فاز بمسابقة الوثب الطويل (7.84 متر) في ملتقى نانت (فرنسا).
- يونيو 2005: أنهى مسابقة الوثب الطويل في المركز الثاني (7.93 متر) خلف المغربي بن رابح يحيى (8.18 متر) في الملتقى الدولي بالجزائر.
- 24 يونيو - 3 يوليو 2005: فاز بالميدالية الفضية في الوثب الطويل (7.92 متر) خلف الفرنسي سديري سليم (8.05 متر) في ألعاب البحر الأبيض المتوسط بألمرية (إسبانيا).
- يوليو 2005: فاز مع نادي مولودية الجزائر ببطولة الجزائر "المفتوحة" بالجزائر، وفاز بمسابقة الوثب الطويل (ضمن له قفزة واحدة بلغت 7.76 متر اللقب الفردي لبطل الجزائر).
- 2005: أصبح نائب بطل العالم الجامعي في إزمير (تركيا).
- 6-14 أغسطس 2005: شارك في بطولة العالم بهلسنكي (فنلندا)، حيث أنهى مجموعته في المركز الثالث (8.13 متر - رقم قياسي جزائري جديد) في نصف النهائي، وتأهل للنهائي حيث حل في المركز الحادي عشر (7.73 متر).
- 15-18 سبتمبر 2005: شارك في البطولة العربية بتونس.
- ديسمبر 2005: صُنِّف كخامس أفضل رياضي جزائري لعام 2005.

#### 2006
- 10-12 مارس 2006: في بطولة العالم داخل الصالات بموسكو (روسيا)، تأهل للنهائي (7.84 متر، رقم قياسي جزائري داخل الصالات)، وحل ثامنًا في النهائي (7.84 متر، عادل الرقم القياسي الجزائري داخل الصالات).
- 1 أبريل 2006: دُعي مع نادي مولودية الجزائر (في معسكر تدريبي بسوسة) للمشاركة في بطولة تونس، حيث فاز بالميدالية الذهبية في الوثب الطويل (8.07 متر).
- 29 أبريل 2006: فاز بمسابقة الوثب الطويل (8.15 متر، سابع أفضل أداء عالمي لذلك العام) في سباق الجائزة الكبرى بداكار (السنغال) أمام أكثر من 50,000 متفرج.
- مايو 2006: فاز بمسابقة الوثب الطويل (8.08 متر) في ملتقى بيزيناس (فرنسا).
- 6 يونيو 2006: حل ثانيًا في الوثب الطويل (8.10 متر) في ملتقى براغ (سلوفاكيا).
- 9 يونيو 2006: حل ثالثًا في الوثب الطويل (8.03 متر) في ملتقى ليل (فرنسا).
- 7 يونيو 2006: فاز بمسابقة الوثب الطويل (8.05 متر) في الملتقى الدولي بالرباط (المغرب).
- 22 يونيو 2006: حل ثانيًا في الوثب الطويل (7.96 متر) في الملتقى الدولي بالجزائر.
- 4 يوليو 2006: حل رابعًا في الوثب الطويل (8.21 متر بمساعدة الرياح، رقم قياسي جزائري غير معتمد) في ملتقى أثينا (اليونان).
- 18 يوليو 2006: حل ثانيًا في الوثب الطويل (8.09 متر) في ملتقى مدريد (إسبانيا).
- 20-21 يوليو 2006: توج بطلاً للجزائر للفرق مع نادي مولودية الجزائر (44 ميدالية) في الجزائر العاصمة، وبطلًا مزدوجًا للجزائر على المستوى الفردي، حيث فاز بسباق 100 متر (10.56 ثانية) وفاز بالوثب الطويل (8.17 متر، رقم قياسي جزائري).
- 9-13 أغسطس 2006: حصل على الميدالية البرونزية في الوثب الطويل (8.37 متر بمساعدة الرياح، رقم قياسي جزائري غير معتمد) في الدورة الخامسة عشرة لبطولة إفريقيا بألمرية (موريشيوس).
- 23 أغسطس 2006: حل ثالثًا في الوثب الطويل (8.15 متر) في ملتقى لينتس (النمسا).
- 28 أغسطس 2006: حل ثالثًا في الوثب الطويل (8.17 متر، عادل الرقم القياسي الجزائري) في ملتقى رييتي (إيطاليا).
- 3 سبتمبر 2006: حل رابعًا في الوثب الطويل (7.11 متر) في ملتقى برلين (ألمانيا).
- 2006: احتل نيما المركز السابع عالميًا في تصنيف الاتحاد الدولي لألعاب القوى برصيد 1276 نقطة.

#### 2007
- 28 أبريل 2007: حل خامسًا في الوثب الطويل (8.07 متر) في سباق الجائزة الكبرى بداكار (السنغال).
- 14 مايو 2007: فاز بمسابقة الوثب الطويل (8.04 متر) في ملتقى سيدان (فرنسا).
- 26 مايو 2007: حل سادسًا في الوثب الطويل (7.72 متر) في ملتقى هينجيلو (هولندا).
- 6 يونيو 2007: حل ثالثًا في الوثب الطويل (7.97 متر) في ملتقى سوتفيل-ليه-روان (فرنسا).
- 9 يونيو 2007: حل سابعًا في الوثب الطويل (7.88 متر) في ملتقى ليل (فرنسا).
- 13 يونيو 2007: فاز بمسابقة الوثب الطويل (7.92 متر) في ملتقى نويزي-لو-غران (فرنسا).
- 21 يونيو 2007: حل رابعًا في الوثب الطويل (8.05 متر) في الملتقى الدولي بالجزائر.
- 4 يوليو 2007: حل تاسعًا في الوثب الطويل (7.90 متر) في ملتقى أثينا (اليونان).
- 9 يوليو 2007: توج بطلاً للجزائر للفرق مع نادي مولودية الجزائر بالجزائر العاصمة، وفاز فرديًا بمسابقة الوثب الطويل (8.11 متر).
- 21-23 يوليو 2007: حل رابعًا في الوثب الطويل (8.05 متر) في التصفيات و (7.98 متر) في النهائي ضمن الدورة التاسعة للألعاب الإفريقية بالجزائر العاصمة.
- 28 يوليو 2007: حل ثالثًا في الوثب الطويل (8.26 متر، رقم قياسي جزائري جديد) في ملتقى سرقسطة (إسبانيا).
- أغسطس 2007: قاطع بطولة العالم الجامعية في بانكوك (تايلاند) تضامنًا مع مدربه صبور سيد علي الذي منعته الاتحادية الجزائرية لألعاب القوى من مرافقة لاعبه.
- 25 أغسطس - 2 سبتمبر 2007: حل سابعًا في مجموعته التأهيلية برقم 7.88 متر، ولم يتأهل لنهائي بطولة العالم في أوساكا (اليابان).
- 10-11 نوفمبر 2007: فاز بالميدالية الذهبية في الوثب الطويل في بطولة المغرب العربي بتونس.
- 21-24 نوفمبر 2007: فاز بالميدالية البرونزية في الوثب الطويل في الدورة الحادية عشرة للألعاب العربية بالقاهرة (مصر).

#### 2008
- 8-10 أغسطس 2008: أُقصي بعد حلوله في المركز السادس عشر (7.45 متر) في تصفيات الوثب الطويل ببطولة العالم داخل الصالات في بلنسية (إسبانيا).
- 11 أبريل 2008: فاز بمسابقة الوثب الطويل (7.82 متر) في سباق الجائزة الكبرى للاتحاد الجزائري لألعاب القوى بالجزائر العاصمة.
- 30 أبريل - 4 مايو 2008: حل خامسًا بـ 7.92 متر في الوثب الطويل ببطولة إفريقيا في أديس أبابا (إثيوبيا).
- 8 يونيو 2008: حقق 8.06 متر في الوثب الطويل بملتقى خانيا (اليونان).
- 4 يوليو 2008: توج بطلاً للجزائر مع نادي مولودية الجزائر، وفاز بمسابقة الوثب الطويل بـ 7.78 متر في الجزائر العاصمة.
- 13 يوليو 2008: حل رابعًا في الوثب الطويل (7.98 متر) بملتقى أثينا Grand Prix (اليونان).
- 17-19 أغسطس 2008: تعرض لإصابة أثناء الإحماء، مما أجبره على الانسحاب من مسابقة الوثب الطويل في الألعاب الأولمبية في بكين (الصين).

#### 2009
- 18 أبريل 2009: كان من المقرر أن يشارك في الوثب الطويل بملتقى الاتحاد الدولي لألعاب القوى في داكار (السنغال)، لكنه لم يشارك بسبب قيود إدارية (عدم حصوله على تأشيرات لدخول قطر، حيث كان من المقرر أن يتلقى تدريباته قبل التوجه إلى داكار).
- 23 مايو 2009: حقق 8.07 متر في الوثب الطويل خلال يوم رابطة الجزائر لألعاب القوى في ميدان ساتو بالجزائر العاصمة.
- 25 يونيو - 6 يوليو 2009: حل سابعًا في الوثب الطويل (7.70 متر) في ألعاب البحر الأبيض المتوسط في بيسكارا (إيطاليا).
- 13 يوليو 2009: حل ثالثًا في الوثب الطويل (7.79 متر) في الملتقى الدولي بطنجة (المغرب).
- 15-23 أغسطس 2009: لم يحقق الحد الأدنى للتأهل لبطولة العالم في برلين (ألمانيا).
- 6-10 أكتوبر 2009: فاز بالميدالية الذهبية في الوثب الطويل (8.10 متر) في البطولة العربية بدمشق (سوريا)

#### 2010
- 12-14 مارس 2010: أُقصي في الجولة الأولى من الوثب الطويل (7.88 متر) في بطولة العالم داخل الصالات بالدوحة (قطر)، وفشل بصعوبة في التأهل للنهائي.
- 24 أبريل 2010: حل ثالثًا في الوثب الطويل (8.12 متر) في ملتقى الجائزة الكبرى للاتحاد الدولي لألعاب القوى في داكار (السنغال).
- 6 يونيو 2010: حل خامسًا في الوثب الطويل (7.71 متر) في الملتقى الدولي "محمد السادس" بالرباط (المغرب) في نسخته الثالثة.
- 1 يوليو 2010: حل رابعًا في الوثب الطويل (7.88 متر) في ملتقى نانسي (فرنسا).
- 28 يوليو - 1 أغسطس 2010: حل خامسًا في الوثب الطويل (7.84 متر) في بطولة إفريقيا بنيروبي (كينيا).

#### 2011
- 27-28 يوليو 2011: توج بطلاً للجزائر مع نادي GSP MCA في ميدان ساتو بالجزائر العاصمة، وفاز بمسابقة الوثب الثلاثي (16.80 متر).
- أغسطس 2011: حصل على الميدالية البرونزية في الوثب الثلاثي في الألعاب العالمية بريو دي جانيرو (البرازيل).
- 3-18 سبتمبر 2011: فاز بالميدالية الفضية في الوثب الثلاثي (16.54 متر) في الألعاب الإفريقية بمابوتو (موزمبيق).
- 26 سبتمبر 2011: توج بطلاً للجزائر مع نادي GSP MCA، وفاز بمسابقة الوثب الثلاثي.
- 26-29 أكتوبر 2011: فاز بالميدالية الذهبية في الوثب الثلاثي (16.41 متر) في البطولات العربية بالعين (الإمارات العربية المتحدة).

- 9-23 ديسمبر 2011: فاز بالميدالية الذهبية في الوثب الثلاثي (16.59 متر) وحل رابعًا في الوثب الطويل (7.56 متر) في الألعاب العربية بالدوحة (قطر).

#### 2012
- 14 مايو 2012: فاز بمسابقة الوثب الثلاثي (16.77 متر) في ملتقى مونجيرون للنخبة (فرنسا).
- 28 مايو 2012: حل ثالثًا في الوثب الثلاثي (16.62 متر) في ملتقى هينجيلو (هولندا).
- 10 يونيو 2012: فاز في ملتقى براغ (جمهورية التشيك) بمسابقة الوثب الثلاثي (16.62 متر)، مقتربًا من الرقم القياسي الجزائري القديم لقايدة لطفي (16.92 متر) الذي يعود لعام 2003.
- 27 يونيو - 1 يوليو 2012: فاز بالميدالية الفضية بـ 16.37 متر في الوثب الثلاثي ضمن بطولة إفريقيا في بورتو نوفو (بنين).

- 2012: شارك في دورة الألعاب الأولمبية في لندن.

#### 2013
- مايو 2013: فاز بالميدالية الذهبية في الوثب الطويل (أفضل أداء لذلك العام) في البطولات العربية بالدوحة (قطر).
- 20-30 يونيو 2013: انسحب بسبب الإصابة من مسابقة الوثب الثلاثي في ألعاب البحر الأبيض المتوسط بمرسين (تركيا).

#### 2014
- 13 مايو 2014: حل ثانيًا في الوثب الثلاثي (16.11 متر) في مونجيرون (فرنسا).
- 26 مايو 2014: حقق 16.63 متر في الوثب الثلاثي بملتقى فورباك (فرنسا).
- 10-14 أغسطس 2014: حل رابعًا في الوثب الثلاثي (16.61 متر) في بطولة إفريقيا بمراكش (المغرب).

#### 2015
- 12-14 مارس 2015: فاز عصام نيما من نادي GSP MCA بالمركز الأول في الوثب الثلاثي ببطولة الجزائر الشتوية في بسكرة.
- 23-27 أبريل 2015: في الدورة التاسعة عشرة من البطولات العربية بالمنامة (البحرين)، فاز عصام نيما بالميدالية الذهبية في الوثب الثلاثي (16.78 متر).
- 31 يوليو - 2 أغسطس 2015: توج بطلاً للجزائر في الوثب الثلاثي (16.57 متر) مع نادي GSP MCA، وفشل بصعوبة في تحقيق الحد الأدنى للتأهل لدورة الألعاب الإفريقية في برازافيل وبطولة العالم في بكين.

#### 2016
- 16 مايو 2016: انسحب لأسباب غير معروفة من ملتقى مونجيرون إيسون (فرنسا).

#### 2017
- 31 مايو 2017: حقق 16.31 متر في الوثب الثلاثي بملتقى فورباك (فرنسا).

### سجل المنافسات
| العام        | المسابقة                                | المكان       | المركز         | حدث           | ملاحظة                        |
| يمثل الجزائر | يمثل الجزائر                            | يمثل الجزائر | يمثل الجزائر   | يمثل الجزائر  | يمثل الجزائر                  |
| ------------ | --------------------------------------- | ------------ | -------------- | ------------- | ----------------------------- |
| 2002         | بطولة إفريقيا                           | رادس         | الرابع         | الوثب الطويل  | 7.93 م [الإنجليزية]           |
| 2004         | دورة الألعاب العربية                    | الجزائر      | الأول          | الوثب الطويل  | 7.81 م                        |
| 2005         | دورة ألعاب التضامن الإسلامي             | مكة          | الثاني         | الوثب الطويل  | 8.11 م [الإنجليزية]           |
| 2005         | العاب البحر الأبيض المتوسط [الإنجليزية] | المرية       | الثاني         | الوثب الطويل  | 7.92 م [الإنجليزية]           |
| 2005         | بطولة العالم                            | هلسنكي       | الحادي عشر     | الوثب الطويل  | 7.73 م [الإنجليزية]           |
| 2005         | الجامعية الصيفية [الإنجليزية]           | إزمير        | الثاني         | الوثب الطويل  | 8.02 م [الإنجليزية]           |
| 2006         | بطولة العالم داخل الصالات               | موسكو        | الثامن         | الوثب الطويل  | 7.84 م [الإنجليزية] (ر.و.د.ص) |
| 2006         | بطولة إفريقيا                           | بامبوس       | الثالث         | الوثب الطويل  | 8.37 م [الإنجليزية]           |
| 2006         | نهائي ألعاب القوى العالمي               | شتوتغارت     | الثامن         | الوثب الطويل  | 7.73 م                        |
| 2007         | دورة الألعاب الإفريقية [الإنجليزية]     | الجزائر      | الرابع         | الوثب الطويل  | 7.98 م [الإنجليزية]           |
| 2007         | بطولة العالم                            | أوساكا       | السابع عشر (ت) | الوثب الطويل  | 7.88 م [الإنجليزية]           |
| 2007         | دورة الألعاب العربية                    | القاهرة      | الثالث         | الوثب الطويل  | 7.98 م [الإنجليزية]           |
| 2008         | بطولة العالم داخل الصالات               | بلنسية       | السادس عشر (ت) | الوثب الطويل  | 7.45 م [الإنجليزية]           |
| 2008         | بطولة إفريقيا                           | أديس أبابا   | الخامس         | الوثب الطويل  | 7.92 م [الإنجليزية]           |
| 2009         | العاب البحر الأبيض المتوسط [الإنجليزية] | بسكارا       | الرابع         | الوثب الطويل  | 7.87 م [الإنجليزية]           |
| 2010         | بطولة العالم داخل الصالات               | الدوحة       | التاسع (ت)     | الوثب الطويل  | 7.88 م [الإنجليزية]           |
| 2011         | دورة الألعاب الإفريقية [الإنجليزية]     | مابوتو       | الثاني         | الوثب الثلاثي | 16.54 م [الإنجليزية]          |
| 2011         | بطولة العرب                             | العين        | الأول          | الوثب الثلاثي | 16.41 م                       |
| 2011         | دورة الألعاب العربية                    | الدوحة       | الرابع         | الوثب الطويل  | 7.56 م [الإنجليزية]           |
| 2011         | دورة الألعاب العربية                    | الدوحة       | الأول          | الوثب الثلاثي | 16.59 م [الإنجليزية]          |
| 2012         | بطولة إفريقيا                           | بورتو نوفو   | الثاني         | الوثب الثلاثي | 16.69 م [الإنجليزية]          |
| 2012         | الألعاب الأولمبية                       | لندن         | الخامس عشر (ت) | الوثب الثلاثي | 16.50 م [الإنجليزية]          |
| 2013         | بطولة العرب                             | الدوحة       | الأول          | الوثب الثلاثي | 17.01 م (بـ.ر)                |
| 2014         | بطولة إفريقيا                           | مراكش        | الرابع         | الوثب الثلاثي | 16.61 م [الإنجليزية] (بـ.ر)   |

## وصلات خارجية
- عصام نيما على موقع الاتحاد الدولي لألعاب القوى (الإنجليزية)
- عصام نيما على موقع أوليمبيديا (الإنجليزية)